# Монпхитхи

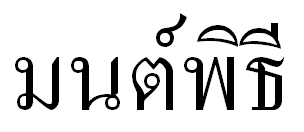

Монпхитхи (тайск. มนต์พิธี , от มนต์ (мон) — мантра, พิธี (пити) — церемония) — буддийский служебник (сборник отрывков канонических текстов из Типитаки ритуального характера, используемых в ходе буддийских церемоний) тайских монахов, содержит тексты на языке пали тайскими буквами со вставками на тайском языке.
В Монпхитхи входит утренняя и вечерня буддийская монашеская церемония тхамват, церемония посвящения в монахи, патимоккха, а также тексты, читаемые монахами для мирян по разным случаям от рождения до смерти (паритта — отчасти — сутты или их кампиляции из палийского канона, напр., «Мангала сутта», «Ангулимала сутта», «Сутра о стреле» и др. в сочетании с палийскими текстами, не входящими в канон, и др.)